# Zenit (Album)
Zenit ist das sechste Soloalbum des österreichischen Rappers RAF Camora. Es erschien am 1. November 2019 über sein eigenes Label Indipendenza als Standard-Edition und Boxset, inklusive u. a. zwei Bonussongs und Snippet des Albums Zenit RR.

## Hintergrund
Bereits im August 2017 kündigte RAF Camora an, nach dem Kollaboalbum Palmen aus Plastik 2 mit Bonez MC nur noch ein Soloalbum veröffentlichen zu wollen. In der am 26. Oktober 2018 veröffentlichten Single In meiner Zone 2.0 gab RAF Camora einen Hinweis darauf, dass er seine aktive Rap-Karriere 2019 mit seinem letzten Soloalbum Zenit abschließen wird. Am 22. August 2019 wurde im Rahmen einer groß angelegten Veranstaltung in Wien das Releasedatum des Albums, der 1. November 2019, bekanntgegeben, einen Tag später folgte der Albumtrailer. Ein sechsminütiges Snippet wurde am 25. August 2019 veröffentlicht, am 22. Oktober gab RAF Camora die Tracklist und Featuregäste bekannt.

## Produktion
Das Album wurde, bis auf den Song Meteorit, der von Beataura produziert wurde, komplett von den Musikproduzenten The Cratez und The Royals produziert (15 Songs). RAF Camora selbst co-produzierte zehn Tracks. An der Produktion einzelner Lieder waren zusätzlich Beataura (insgesamt 5), Syrix (1), Lucry (1) und Irie Vibrations (1) beteiligt. Auf den Bonussongs des Boxsets sind The Cratez, The Royals (je 2), RAF Camora und Lucry (je 1) als Produzenten vertreten.
Das gesamte Album wurde von Nuri Singör gemixt, für das Mastering von Zenit war der Berliner Tontechniker Lex Barkey verantwortlich.

## Covergestaltung
Das Albumcover nimmt Bezug auf RAF Camoras Texte, in denen er öfter Raben erwähnt. Es zeigt einen aus weißen Linien dargestellten Raben, der im dunklen Weltall über die Erde fliegt. Im oberen Teil des Bildes befindet sich der Titel Zenit, der ebenfalls aus weißen Linien gebildet wird. Rechts unten im Bild steht der weiße Schriftzug RAF Camora, von unten nach oben geschrieben.

## Gastbeiträge
Auf vier Liedern des Albums sind neben RAF Camora weitere Künstler vertreten. So hat sein langjähriger Kollabopartner Bonez MC Gastauftritte in den Songs Verändert und Unnormal. Der deutsche Rapper und Sänger Gallo Nero ist auf Cinema zu hören, während RAF Camora auf Puta Madre mit der französischen Rapgruppe Ghetto Phénomène zusammenarbeitet.

## Titelliste
| #  | Titel             | Gastmusiker      | Produzent(en)                                       | Länge |
| -- | ----------------- | ---------------- | --------------------------------------------------- | ----- |
| 1  | Zenit             |                  | The Royals, The Cratez, RAF Camora                  | 2:02  |
| 2  | Kreiert           |                  | The Cratez, The Royals, RAF Camora, Beataura        | 2:43  |
| 3  | Vendetta          |                  | The Cratez, The Royals, RAF Camora                  | 2:35  |
| 4  | Adriana           |                  | The Royals, RAF Camora, The Cratez                  | 2:45  |
| 5  | Verändert         | Bonez MC         | The Royals, The Cratez, RAF Camora                  | 3:15  |
| 6  | Resumee Worte     |                  | The Cratez, The Royals, RAF Camora, Syrix           | 1:15  |
| 7  | Traum             |                  | The Cratez, The Royals                              | 3:08  |
| 8  | Puta Madre        | Ghetto Phénomène | The Royals, Lucry, The Cratez                       | 4:27  |
| 9  | Nichts als nichts |                  | The Cratez, The Royals, RAF Camora, Beataura        | 3:49  |
| 10 | Resumee Risiko    |                  | The Cratez, The Royals, RAF Camora, Irie Vibrations | 1:26  |
| 11 | Cinema            | Gallo Nero       | The Royals, The Cratez                              | 3:42  |
| 12 | Meteorit          |                  | Beataura                                            | 3:48  |
| 13 | Unnormal          | Bonez MC         | Beataura, The Royals, The Cratez                    | 3:19  |
| 14 | Finale 1150       |                  | The Cratez, The Royals, RAF Camora, Beataura        | 2:56  |
| 15 | Resumee Rabe      |                  | The Royals, The Cratez                              | 2:08  |
| 16 | Sag ihnen 2       |                  | The Cratez, The Royals, RAF Camora                  | 3:05  |

Bonussongs des Boxsets:
| #  | Titel       | Gastmusiker | Produzent(en)                      | Länge |
| -- | ----------- | ----------- | ---------------------------------- | ----- |
| 17 | Vendetta RR |             | RAF Camora, The Cratez, The Royals | 2:33  |
| 18 | Puta Madre  |             | The Royals, Lucry, The Cratez      | 3:29  |

Bonus-CD des Boxsets:
| # | Titel                     | Länge |
| - | ------------------------- | ----- |
| 1 | Zenit RR Official Snippet | 5:15  |

## Chartplatzierungen und Singles
Zenit stieg am 8. November 2019 auf Platz eins in die deutschen Albumcharts ein und belegte in den folgenden Wochen Rang vier und 13. Insgesamt konnte es sich 41 Wochen in den Top 100 halten. Auch in Österreich und der Schweiz erreichte das Album die Chartspitze und konnte sich insgesamt 36 Wochen in der Schweizer Hitparade halten. Nach Veröffentlichung von Zenit RR belegte das Album Anfang 2020 erneut Platz eins in Deutschland.
In den deutschen Album-Jahrescharts 2019 belegte das Album Position 17, in Österreich Platz sieben und in der Schweiz Rang 27. Auch in den Jahrescharts 2020 konnte sich das Album auf Platz 41 in Deutschland, drei in Österreich bzw. 39 in der Schweiz platzieren, im Jahr 2021 noch auf Rang 44 in Österreich.
| ChartsChartplatzierungen | Höchstplatzierung | Wochen |
| ------------------------ | ----------------- | ------ |
| Deutschland (GfK)        | 1 (41 Wo.)        | 41     |
| Österreich (Ö3)          | 1 (109 Wo.)       | 109    |
| Schweiz (IFPI)           | 1 (36 Wo.)        | 36     |

| ChartsJahrescharts (2019) | Platzierung |
| ------------------------- | ----------- |
| Deutschland (GfK)         | 17          |
| Österreich (Ö3)           | 7           |
| Schweiz (IFPI)            | 27          |

| ChartsJahrescharts (2020) | Platzierung |
| ------------------------- | ----------- |
| Deutschland (GfK)         | 41          |
| Österreich (Ö3)           | 3           |
| Schweiz (IFPI)            | 39          |

| ChartsJahrescharts (2021) | Platzierung |
| ------------------------- | ----------- |
| Österreich (Ö3)           | 44          |

Die erste Single Vendetta wurde am 30. August 2019 zum Download ausgekoppelt und stieg auf Platz fünf der deutschen und Platz sieben der Schweizer Charts ein. In Österreich chartete der Song auf der Spitzenposition. Am 20. September wurde der Song Adriana veröffentlicht, der Position sieben der deutschen Charts, Platz fünf der Charts in der Schweiz und Position drei der österreichischen Charts belegte. Die dritte Auskopplung Puta Madre (feat. Ghetto Phénomène) erschien am 11. Oktober 2019 und stieg in Deutschland auf Rang fünf, in der Schweiz auf vier und in Österreich auf Platz zwei in den Charts ein. Einen Tag vor Albumveröffentlichung folgte die letzte Single Sag ihnen 2, die in Deutschland Platz 33 sowie in Österreich Platz 74 erreichen konnte. Nach Erscheinen des Albums stieg zudem der Song Unnormal aufgrund von Streaming und Downloads auf Position 13 in die deutschen und schweizerischen Charts ein. In Österreich kam die Single auf Platz fünf.
Zu allen Auskopplungen wurden auch Musikvideos veröffentlicht.
Im März 2020 wurden die Singles Vendetta und Adriana mit einer Goldenen Schallplatte für jeweils mehr als 15.000 Verkäufe sowie die Single Puta Madre mit einer Platin-Schallplatte für mehr als 30.000 Verkäufe in Österreich ausgezeichnet. Im Oktober 2020 erreichten die Singles Adriana und Puta Madre mit je mehr als 200.000 verkauften Einheiten auch in Deutschland Goldstatus.

## Verkaufszahlen und Auszeichnungen
Das Album wurde in Österreich im März 2020 für mehr als 15.000 Verkäufe mit einer Platin-Schallplatte ausgezeichnet. Im Oktober 2020 folgte in Deutschland die Auszeichnung mit einer Goldenen Schallplatte für mehr als 100.000 verkaufte Einheiten.

| Land/Region        | Auszeichnungen für Musikverkäufe (Land/Region, Auszeichnung, Verkäufe) | Verkäufe |
| ------------------ | ---------------------------------------------------------------------- | -------- |
| Deutschland (BVMI) | Gold                                                                   | 100.000  |
| Österreich (IFPI)  | Platin                                                                 | 15.000   |
| Insgesamt          | 1× Gold · 1× Platin ·                                                  | 115.000  |

## Rezeption
| Professionelle Bewertungen | Professionelle Bewertungen |
| -------------------------- | -------------------------- |
| Kritiken                   |                            |
| Quelle                     | Bewertung                  |
| laut.de                    | [ 20 ]                     |

Robin Schmidt von der Internetseite laut.de bewertete Zenit mit vier von möglichen fünf Punkten. RAF Camora sei „ein brillanter Produzent und Musiker und hat ein Gespür für den richtigen Vibe zur richtigen Zeit.“ Das Album orientiere sich musikalisch „teilweise am Sound vergangener Tage,“ wobei der Rapper „tief in seiner eigenen Vergangenheit gräbt.“ Auch die Produzenten hätten „melodisch-treibende Instrumentals kreiert, die in der Regel nach vorne gehen.“

## Zenit RR
Am 10. Januar 2020 wiederveröffentlichte RAF Camora das Album inklusive zehn neuer Songs unter dem Titel Zenit RR über sein eigenes Label Indipendenza zum kostenlosen Streaming als Dank an seine Fans. Das RR im Titel steht für seinen bürgerlichen Namen Raphael Ragucci. In RAF Camoras Internetshop erschien das Album auch als Doppel-CD.

### Produktion
Zenit RR wurde fast komplett von den beiden Produzenten The Royals und The Cratez produziert, die die Musik zu neun der zehn Lieder beisteuerten. An der Produktion von zwei Songs war auch RAF Camora selbst beteiligt. Zudem stammt ein Instrumental von Beataura.

### Covergestaltung
Das Albumcover zeigt im oberen Teil einen aus gelben Linien dargestellten Raben und darunter den gelben Schriftzug RAF Camora sowie der Schriftzug Zenit in japanischen Schriftzeichen. Am unteren Bildrand befindet sich der Titel Zenit RR in Gelb. Der Hintergrund ist komplett schwarz gehalten.

### Gastbeiträge
Auf neun der zehn Lieder des Albums sind neben RAF Camora weitere Künstler vertreten. So haben die deutschen Rapper Bonez MC und Kontra K Gastauftritte in den Songs Es geht voran beziehungsweise Gewarnt, während der Musiker Bausa auf Flex zu hören ist. Der Rapper KC Rebell ist an OK, OK beteiligt, und das Stück Wer weiß schon ist eine Kollaboration mit dem Sänger Gallo Nero. Zudem ist der Rapper Ufo361 am Track Legenda beteiligt, während RAF Camora auf Rosé von dem Österreicher Joshi Mizu unterstützt wird. Weitere Gastbeiträge stammen von dem Rapper Ahmad Amin (auf Lento) und dem Sänger Lent (auf Fefe 488).

### Titelliste
| #  | Titel          | Gastmusiker | Produzent                          | Länge |
| -- | -------------- | ----------- | ---------------------------------- | ----- |
| 1  | Bin weg        |             | The Royals, The Cratez             | 2:41  |
| 2  | Es geht voran  | Bonez MC    | Beataura                           | 3:00  |
| 3  | OK, OK         | KC Rebell   | The Royals, The Cratez             | 2:35  |
| 4  | Fefe 488       | Lent        | The Royals, The Cratez             | 3:04  |
| 5  | Legenda        | Ufo361      | The Royals, The Cratez, RAF Camora | 4:04  |
| 6  | Flex           | Bausa       | The Royals, The Cratez             | 2:36  |
| 7  | Gewarnt        | Kontra K    | The Royals, The Cratez, RAF Camora | 2:55  |
| 8  | Lento          | Ahmad Amin  | The Royals, The Cratez             | 2:37  |
| 9  | Rosé           | Joshi Mizu  | The Royals, The Cratez             | 2:57  |
| 10 | Wer weiß schon | Gallo Nero  | The Royals, The Cratez             | 2:58  |

### Chartplatzierungen
Zenit RR selbst konnte nicht in die Charts einsteigen, da die Streamings zum ursprünglichen Zenit gezählt wurden, das in dieser Woche von Platz 43 zurück an die Spitze der deutschen Charts stieg.
Zwar wurde keine Single aus dem Album ausgekoppelt, doch erreichte der Song Es geht voran aufgrund von Streamings und Einzeldownloads Rang 20 der deutschen Charts, auch in Österreich und der Schweiz erreichte er Platz fünf bzw. 25. Die Singles OK, OK sowie Fefe 488 konnten sich zudem in Österreich und der Schweiz in den Charts platzieren.

### Rezeption
| Professionelle Bewertungen | Professionelle Bewertungen |
| -------------------------- | -------------------------- |
| Kritiken                   |                            |
| Quelle                     | Bewertung                  |
| laut.de                    | [ 24 ]                     |

Dominik Lippe von der Internetseite laut.de bewertete Zenit RR mit zwei von möglichen fünf Punkten. Er kritisiert die teilweise plumpen Texte und vorhersehbaren Songkonzepte. RAF Camora habe „künstlerisch mit der Zugabe zu seinem Zenit selbigen überschritten.“ Auch „die Gästeliste fällt wenig überraschend aus.“